# Podemos en las elecciones al Parlamento Europeo de 2014
Las elecciones al Parlamento Europeo de 2014 en España fueron los primeros comicios a los que se presentó el partido político Podemos. Creado poco más de dos meses antes de la cita electoral, obtuvo la cuarta posición en porcentaje de voto (7,98 %), 1 253 837 votos y 5 escaños de eurodiputado.

## Formación de la candidatura

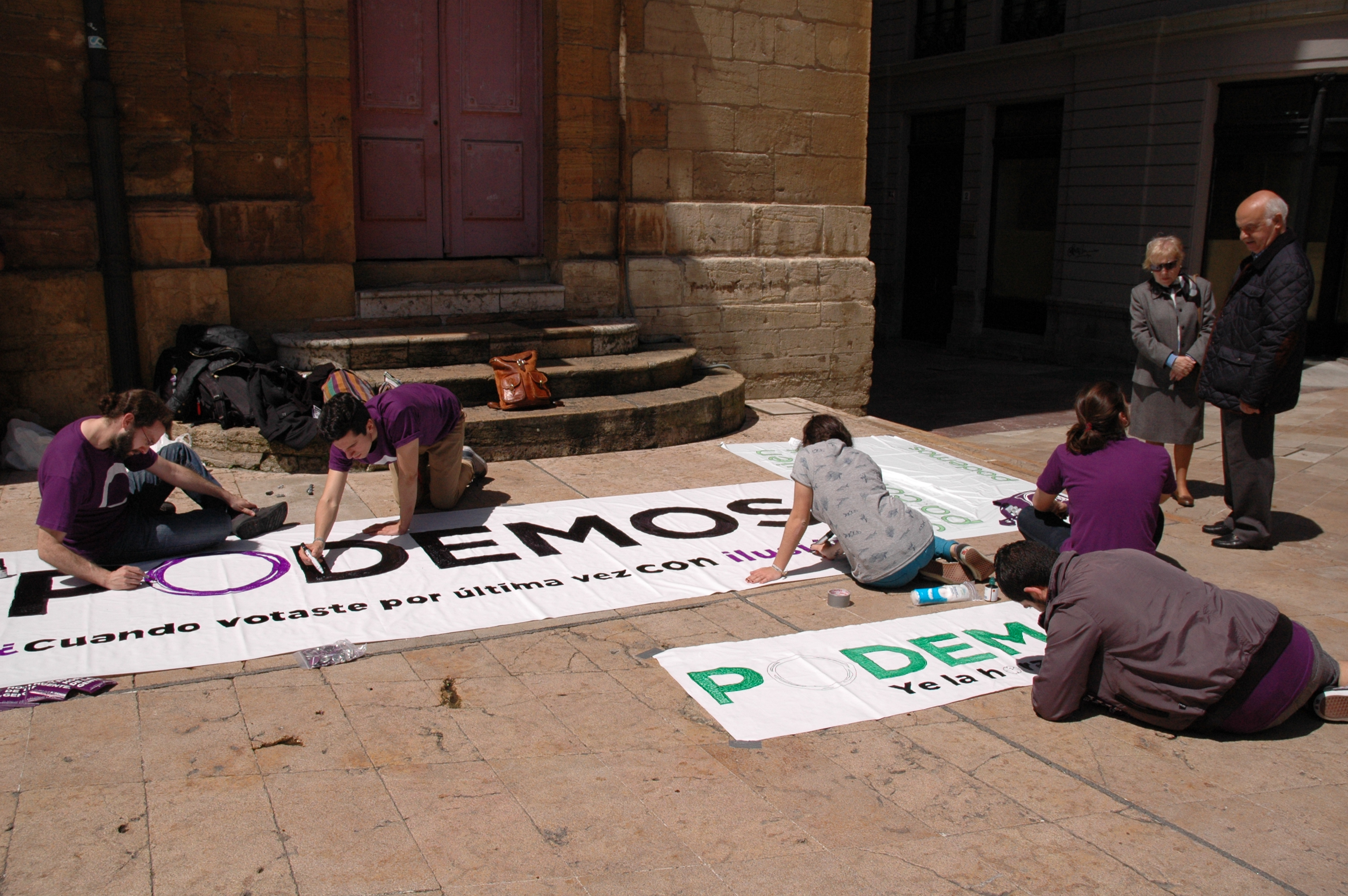
Activistas de Podemos en Oviedo durante la precampaña de las elecciones europeas de 2014.

Desde su presentación, Podemos mostró su disposición a formar una candidatura unitaria con otros partidos de izquierda y contrarios a los recortes sociales. El 4 de febrero, Red Ciudadana Partido X anunció su intención de prestar soporte tecnológico al partido para que este desarrollase su metodología de participación ciudadana para conformar su programa electoral. Sin embargo, Partido X indicó también que, aunque ambas propuestas representaban una «ruptura con el actual modelo de partidos», la colaboración no implicaba la creación de una lista conjunta.
El 24 de febrero de 2014, Podemos e Izquierda Unida se reunieron con el objetivo de explorar una candidatura unitaria. La reunión constató coincidencias entre ambas formaciones, pero también la discrepancia entre los métodos de conformación de la candidatura electoral. Mientras que Podemos abogaba por celebrar primarias abiertas, Izquierda Unida defendía que debían ser los partidos que formasen parte de la candidatura los que acordasen el cabeza de lista. También se desarrollaron conversaciones con Los Verdes-Grupo Verde y Alternativa Sí se puede por Tenerife. Asimismo, Anova expresó la posibilidad de pactar, entre otros, con Podemos, para concurrir a las elecciones europeas. Por otra parte, también hubo reuniones con Coalició Compromís para la realización de una candidatura conjunta, donde se llegó a proponer desde Podemos que Mònica Oltra encabezara la candidatura europea, opción que fue desestimada. A mediados de marzo, el Partido X propuso a Podemos, Equo y Demos+ la confección de una lista única basada en la «federación de competencias», de forma que cada formación se especializase en unas tareas concretas.
Ninguna de las distintas posibilidades llegó a concretarse. Con Izquierda Unida, las diferencias en cuanto al modo de elaborar una posible candidatura conjunta fueron insalvables y, aunque IU mantuvo la posibilidad de acuerdo, Podemos rechazó finalmente dicha opción. Los Verdes-Grupo Verde finalmente apoyaron a la Agrupación de Electores Recortes Cero, con cuyo programa manifestaron sentirse identificados. Sí se puede por Tenerife, aunque valoró la aparición de Podemos, decidió no presentarse a las elecciones y no pedir el voto para ninguna candidatura concreta. Anova, por su parte, prefirió pactar con Izquierda Unida, su socio en Alternativa Galega de Esquerda, en tanto que finalmente Partido X concurrió en solitario y Equo y Demos + se unieron a Compromís en Primavera Europea.

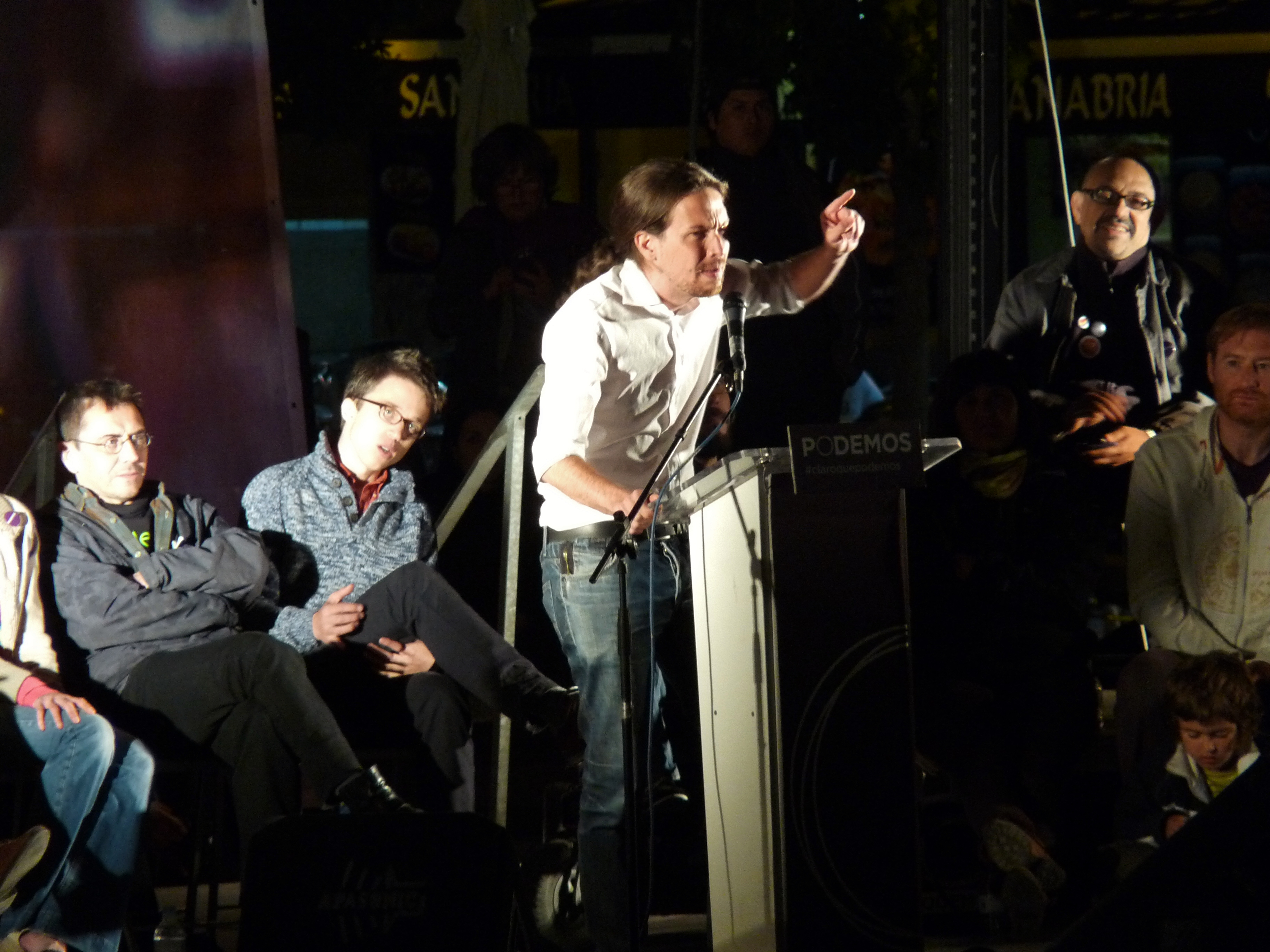
Pablo Iglesias Turrión en el acto de fin de campaña de Podemos para las elecciones europeas de 2014 celebrado el 23 de mayo en Madrid.

Tras el fracaso, Podemos anunció su intención de presentarse en solitario llevando a cabo un proceso de primarias, abierto a no militantes y de forma presencial y a través de Internet. Previamente, el 11 de marzo, Podemos fue inscrito formalmente como partido político en el Registro de Partidos Políticos del Ministerio del Interior, a pesar de lo cual la formación afirmó que lo hacía por «imperativo legal» para poder concurrir a las elecciones —un partido necesita una décima parte de los avales que una agrupación de electores para concurrir a las europeas— y que «no somos un partido». El proceso de primarias tuvo lugar durante cinco días (finales de marzo-principios de abril) en el que, según las cifras proporcionadas por los organizadores, habrían participado unas 33 000 personas. Los candidatos debían ser avalados por alguno de los Círculos Podemos para poder concurrir. Resultó elegido Pablo Iglesias como cabeza de lista, con más de un 60 % de apoyos. El segundo puesto lo ocupó Teresa Rodríguez, sindicalista y miembro de Izquierda Anticapitalista, y el tercero el exfiscal anticorrupción Carlos Jiménez Villarejo —quien sin embargo declaró que concurría «para impulsar el partido» y que «en ningún caso irá al Parlamento Europeo aunque salga elegido»—. Les siguieron Lola Sánchez, desempleada, y Pablo Echenique, investigador del CSIC. A pesar de carecer de afiliación internacional, declararon su intención de apoyar a Alexis Tsipras, el candidato del Partido de la Izquierda Europea para presidir la Comisión Europea.

## Campaña
De acuerdo con los requisitos establecidos por la legislación electoral, los partidos sin representación electoral debían obtener 15 000 avales para poder concurrir a las elecciones europeas. Una semana antes del final del plazo, Podemos declaró haber obtenido ya los avales necesarios. Los únicos partidos que apoyaron explícitamente la candidatura de Podemos fueron Izquierda Anticapitalista y Compromisu por Asturies; si bien el Partido del Trabajo Democrático también pidió el voto tanto para Izquierda Unida como para Podemos.

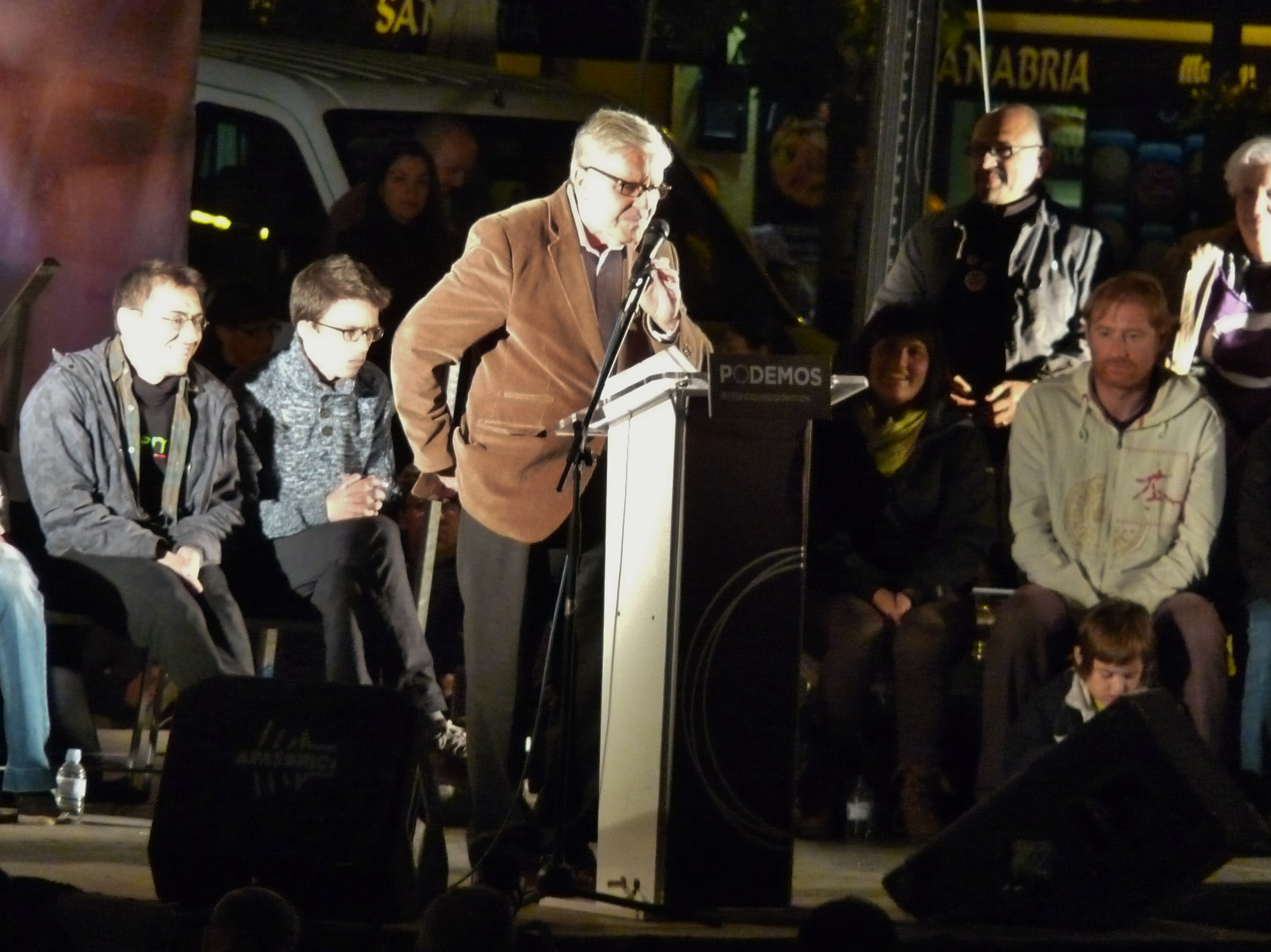
Carlos Jiménez Villarejo en el acto de fin de campaña.

Las encuestas presentadas durante la campaña situaron a Podemos en el umbral de obtener representación, ya que mientras que algunas sí le daban escaños, otras no lo hacían. En la encuesta del Centro de Investigaciones Sociológicas (CIS), la candidatura obtuvo una estimación de voto del 1,8 % y un escaño. Se trataba de una de las ocho únicas formaciones que obtendrían representación según el CIS y la única de las formaciones creadas para presentarse a estos comicios.
La mayores polémicas relacionadas con la candidatura fueron las relativas a la participación de Jorge Verstrynge y al logotipo de Podemos. Verstrynge, antiguo secretario general de Alianza Popular, que después evolucionó hacia posiciones de izquierda, fue invitado por su colega Pablo Iglesias —ambos eran profesores en la Universidad Complutense de Madrid— a participar en un acto del nuevo partido. Algunos sectores de la organización criticaron su involucración, por entender que su postura en relación con la inmigración no tenía cabida en él. Ante la polémica suscitada, Verstrynge no participó en ningún acto. Por otra parte, Podemos eligió la cara de Pablo Iglesias como logotipo para las papeletas electorales, lo cual suscitó críticas en las redes sociales. Esta medida la justificó el grupo promotor diciendo que sus propios estudios y las encuestas publicadas en los medios de comunicación indicaban que Pablo Iglesias era mucho más conocido por los ciudadanos que el propio partido y que por ello su imagen fue escogida puntualmente para estas elecciones.

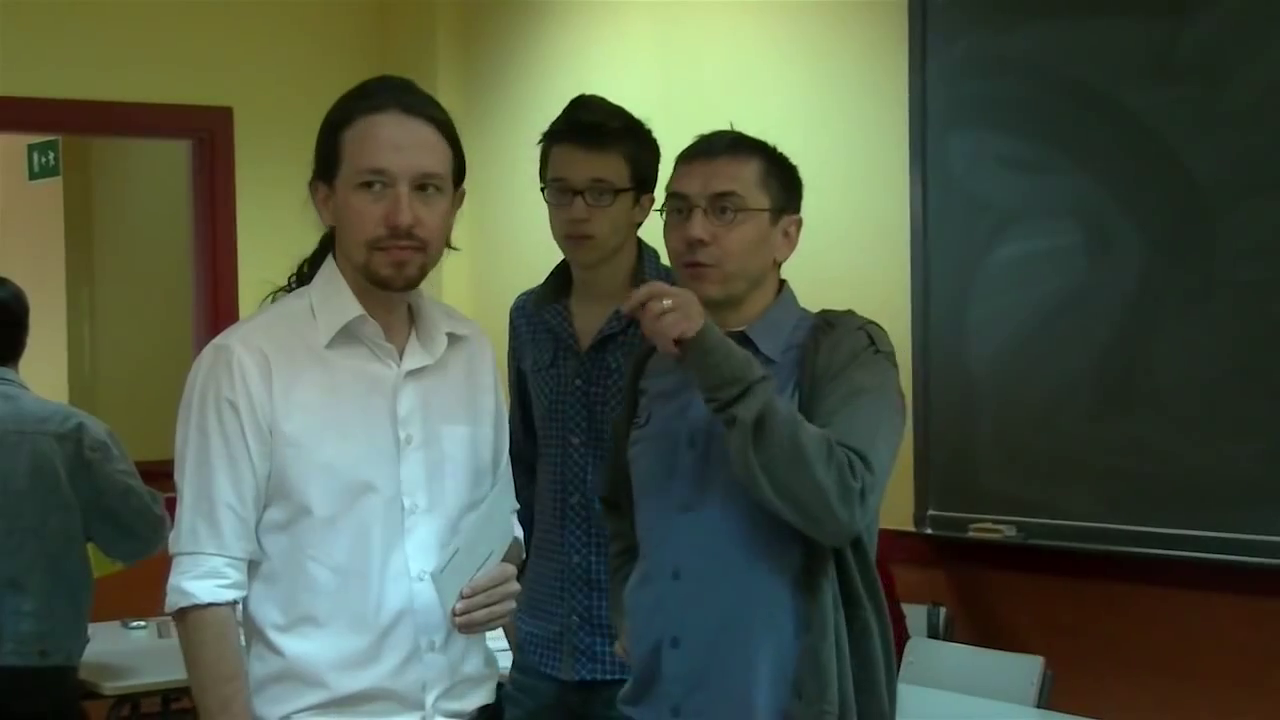
Juan Carlos Monedero e Íñigo Errejón acompañando a Pablo Iglesias en el colegio electoral en el que votó el 26 de mayo de 2014.

Tanto Iglesias como otros miembros de Podemos se han caracterizado por su insistencia en calificar como «casta» a los miembros de los grandes partidos, lo que se ha señalado es una expresión copiada del político italiano Beppe Grillo. También reivindicaron a quienes lucharon en el bando republicano durante la última guerra civil y por utilizar en sus mítines antiguas canciones usadas por dicho sector.

## Resultados
Tras convertirse en la cuarta fuerza política por número de votos (7,97 %) y obtener cinco escaños, Podemos fue para varios medios «la sorpresa» de los comicios.
Obtuvo sus mejores resultados, por encima del 10 %, en Asturias, Madrid, Canarias y Baleares y fue la tercera fuerza más votada en cinco comunidades autónomas, entre ellas Madrid. Obtuvo un número significativo de sufragios en toda España, con los peores resultados en Cataluña (aunque superó el 5% de voto en Barcelona) y en Extremadura. Obtuvo más sufragios que Compromís en la Comunidad Valenciana y que el BNG en Galicia).
| Año elección | Partido | Parlamento europeo | Parlamento europeo | Parlamento europeo | Parlamento europeo |
| Año elección | Partido | nº votos           | % voto             | nº escaños         | +/–                |
| ------------ | ------- | ------------------ | ------------------ | ------------------ | ------------------ |
| 2014         | Podemos | 1 253 837          | 7,98 (4º)          | 5/54               | Nuevo              |

En cuanto a la tipología de los votantes de Podemos, José Fernández-Albertos, científico titular del Instituto de Políticas y Bienes Públicos del CSIC, basándose en las encuestas preelectorales del CIS y en datos parciales, fundamentalmente de Madrid, apunta las siguientes tendencias: que Podemos activó a votantes que en otras condiciones se hubiesen abstenido; que puede apreciarse un efecto de sustitución respecto al PSOE, según el cual su voto subió más donde más bajaron los socialistas; que se trata de un voto joven, con más de un cuarto de sus votantes menor de 30 años; y que existe una gran correlación entre los niveles de desempleo y el voto a Podemos, de forma que a más paro, mejores porcentajes obtiene.
El perfil del votante de Podemos según una encuesta de Metroscopia para El País hecha tras las elecciones, arrojaba datos que el mismo diario calificaba de «sorprendentes», pues desmentían la creencia de que la mayoría de su electorado estuviese formada por jóvenes y militantes antisistema. Según dicha encuesta, el 66 % de los votantes de Podemos sería mayor de 35 años, hombre en mayor medida (56 % de voto masculino), con estudios iguales o superiores a los de bachillerato —ningún encuestado declaraba estudios por debajo del segundo grado— y con trabajo (50 %, frente a un 22 % de parados, un 15 % de estudiantes y un 9 % de jubilados o pensionistas). Un tercio de los votantes de Podemos había votado al PSOE en las elecciones al Parlamento europeo de 2009 y el 30 % lo había hecho en las generales de 2011. Ideológicamente, los votantes de Podemos se situaban en una posición ligeramente más hacia el centro que la que atribuían a IU y el 25 % tenía previsto votar a esta coalición en las próximas elecciones generales. El 60 % había dudado hasta el último momento a qué partido votar.
Tal como habían declarado durante la campaña electoral, los cinco eurodiputados de Podemos se integraron en el Grupo Confederal de la Izquierda Unitaria Europea / Izquierda Verde Nórdica (GUE-NGL). El 25 de junio de 2014 el GUE-NGL propuso a Pablo Iglesias como su candidato para presidir el Parlamento Europeo, si bien el acuerdo entre populares y socialistas hizo que Martin Schulz fuese elegido presidente de la Eurocámara.
De este modo, según los resultados definitivos de las elecciones, los resultados de Podemos fueron los siguientes:
| Territorio           | Votos     | %       | Posición | Provincia   | Votos  |
| -------------------- | --------- | ------- | -------- | ----------- | ------ |
| Andalucía            | 190 465   | 7,11 %  | 5º       | Almería     | 10 307 |
| Andalucía            | 190 465   | 7,11 %  | 5º       | Cádiz       | 38 496 |
| Andalucía            | 190 465   | 7,11 %  | 5º       | Córdoba     | 15 531 |
| Andalucía            | 190 465   | 7,11 %  | 5º       | Granada     | 19 304 |
| Andalucía            | 190 465   | 7,11 %  | 5º       | Huelva      | 9281   |
| Andalucía            | 190 465   | 7,11 %  | 5º       | Jaén        | 11 084 |
| Andalucía            | 190 465   | 7,11 %  | 5º       | Málaga      | 34 437 |
| Andalucía            | 190 465   | 7,11 %  | 5º       | Sevilla     | 52 025 |
| Aragón               | 43 896    | 9,54 %  | 3º       | Huesca      | 6855   |
| Aragón               | 43 896    | 9,54 %  | 3º       | Teruel      | 3746   |
| Aragón               | 43 896    | 9,54 %  | 3º       | Zaragoza    | 33 295 |
| Asturias             | 51 778    | 13,64 % | 3º       | -           | -      |
| Canarias             | 62 795    | 10,99 % | 4º       | -           | -      |
| Cantabria            | 19 785    | 9,21 %  | 3º       | -           | -      |
| Castilla-La Mancha   | 45 401    | 6,35 %  | 5º       | Albacete    | 10 500 |
| Castilla-La Mancha   | 45 401    | 6,35 %  | 5º       | Ciudad Real | 8895   |
| Castilla-La Mancha   | 45 401    | 6,35 %  | 5º       | Cuenca      | 4129   |
| Castilla-La Mancha   | 45 401    | 6,35 %  | 5º       | Guadalajara | 7436   |
| Castilla-La Mancha   | 45 401    | 6,35 %  | 5º       | Toledo      | 14 441 |
| Castilla y León      | 78 673    | 8,15 %  | 5º       | Ávila       | 3466   |
| Castilla y León      | 78 673    | 8,15 %  | 5º       | Burgos      | 13 553 |
| Castilla y León      | 78 673    | 8,15 %  | 5º       | León        | 17 451 |
| Castilla y León      | 78 673    | 8,15 %  | 5º       | Palencia    | 4390   |
| Castilla y León      | 78 673    | 8,15 %  | 5º       | Salamanca   | 7509   |
| Castilla y León      | 78 673    | 8,15 %  | 5º       | Segovia     | 5374   |
| Castilla y León      | 78 673    | 8,15 %  | 5º       | Soria       | 3948   |
| Castilla y León      | 78 673    | 8,15 %  | 5º       | Valladolid  | 16 162 |
| Castilla y León      | 78 673    | 8,15 %  | 5º       | Zamora      | 6820   |
| Cataluña             | 116 996   | 4,65 %  | 7º       | Barcelona   | 98 508 |
| Cataluña             | 116 996   | 4,65 %  | 7º       | Gerona      | 5759   |
| Cataluña             | 116 996   | 4,65 %  | 7º       | Lérida      | 3056   |
| Cataluña             | 116 996   | 4,65 %  | 7º       | Tarragona   | 9673   |
| Ceuta                | 581       | 3,69 %  | 5º       | -           | -      |
| Comunidad Valenciana | 144 564   | 8,21 %  | 5º       | Alicante    | 50 353 |
| Comunidad Valenciana | 144 564   | 8,21 %  | 5º       | Castellón   | 15 681 |
| Comunidad Valenciana | 144 564   | 8,21 %  | 5º       | Valencia    | 78 530 |
| Extremadura          | 18 828    | 4,80 %  | 5º       | Badajoz     | 10 244 |
| Extremadura          | 18 828    | 4,80 %  | 5º       | Cáceres     | 8584   |
| Galicia              | 85 193    | 8,35 %  | 4º       | La Coruña   | 38 106 |
| Galicia              | 85 193    | 8,35 %  | 4º       | Lugo        | 7411   |
| Galicia              | 85 193    | 8,35 %  | 4º       | Orense      | 6527   |
| Galicia              | 85 193    | 8,35 %  | 4º       | Pontevedra  | 33 149 |
| Islas Baleares       | 27 922    | 10,34 % | 3º       | -           | -      |
| La Rioja             | 8598      | 7,50 %  | 5º       | -           | -      |
| Madrid               | 252 529   | 11,38 % | 3º       | -           | -      |
| Melilla              | 423       | 2,91 %  | 6º       | -           | -      |
| Murcia               | 32 428    | 7,59%   | 5º       | -           | -      |
| Navarra              | 20 327    | 9,31 %  | 5º       | -           | -      |
| País Vasco           | 52 655    | 6,92 %  | 5º       | Álava       | 9440   |
| País Vasco           | 52 655    | 6,92 %  | 5º       | Guipúzcoa   | 15 179 |
| País Vasco           | 52 655    | 6,92 %  | 5º       | Vizcaya     | 28 036 |
| España               | 1 253 837 | 7,98 %  | 4º       | -           | -      |